# Georgi Benkovski
Georgi Benkovski in bulgaro Георги Бенковски? (Koprivstitsa, 1843 – Ribaritsa, 1876) è stato un rivoluzionario ed eroe nazionale bulgaro.
Benkovski fu coinvolto nelle attività rivoluzionarie del Comitato centrale rivoluzionario bulgaro dopo l'incontro con Stoyan Zaimov a Bucarest, in Romania;

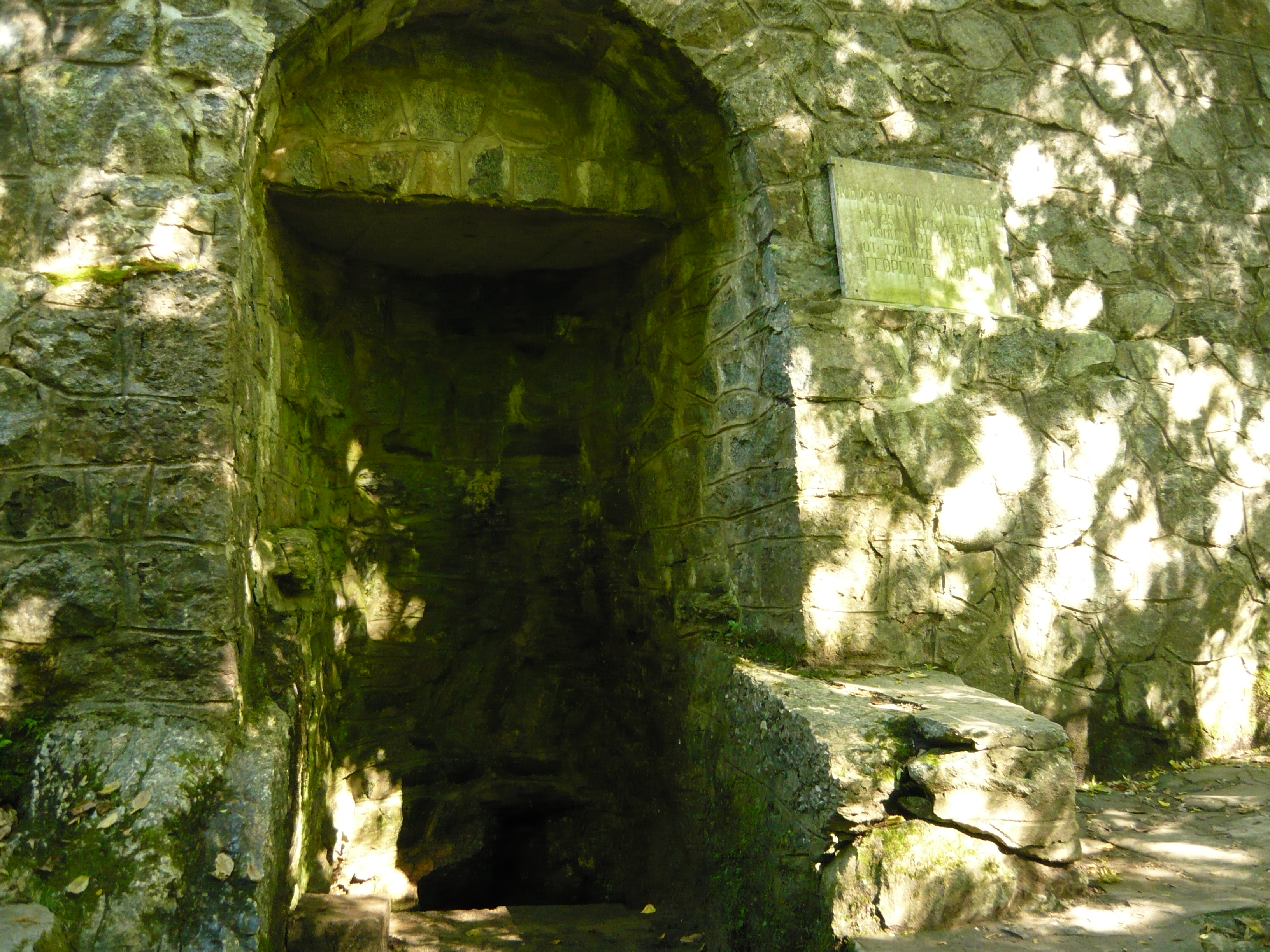
"Il maledetto pozzo", Kostina - Il pozzo in cui è stata lavata la testa mozzata di Benkovski.